# Andreas Jakob Romberg

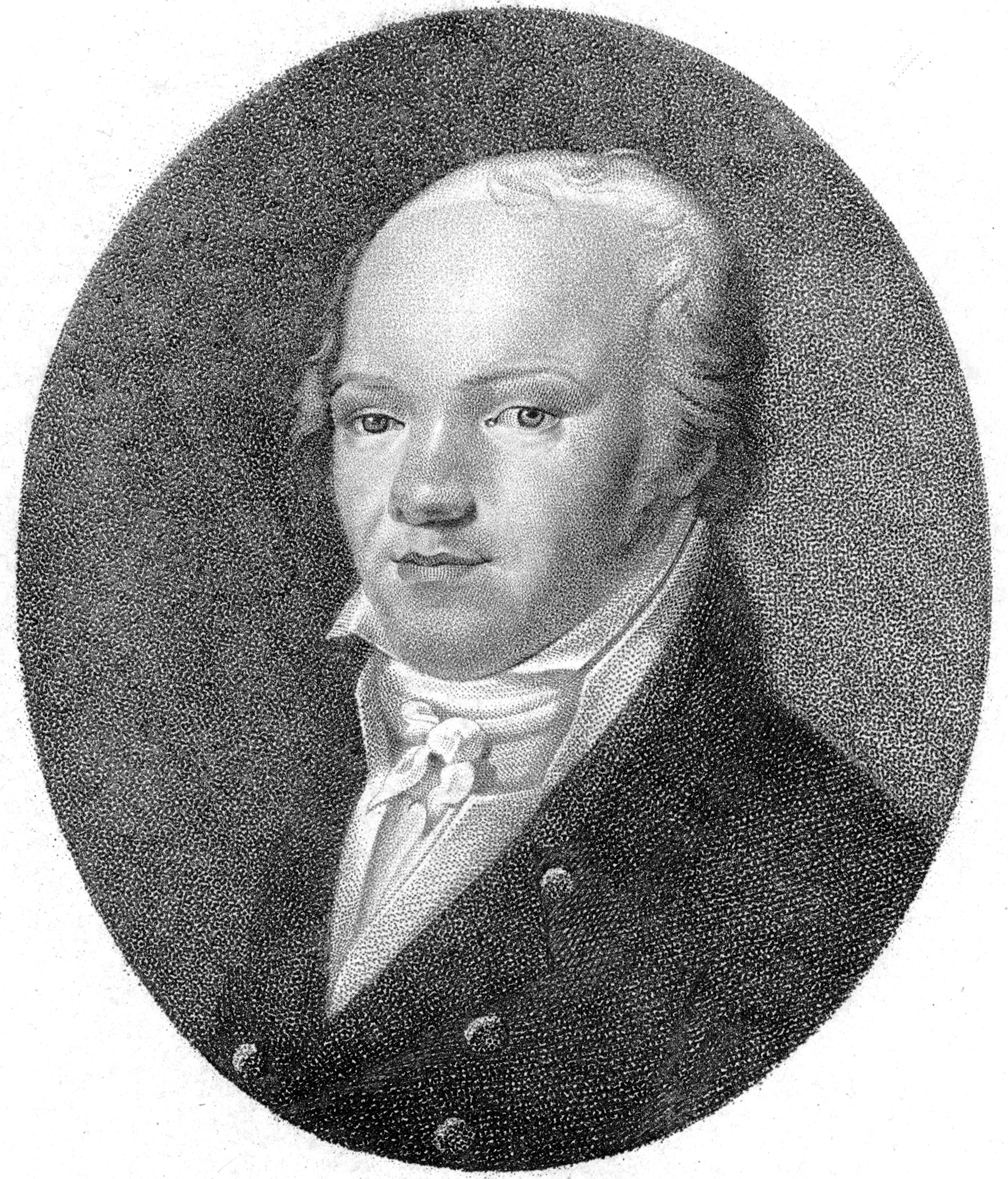
Andreas Romberg

Andreas Jakob Romberg (Vechta, 27 aprile 1767 – Gotha, 10 novembre 1821) è stato un violinista e compositore tedesco.

## Biografia
Imparò a suonare il violino con suo padre, Gerhard Heinrich Romberg, anch'egli musicista e scrisse le sue prime composizioni a sette anni, eseguendole poi in pubblico; in seguito entrò a far parte dell'Orchestra della corte di Münster. Nel 1790 viene accolto nell'orchestra della corte del principe elettore di Bonn (in cui il maestro di cappella era Andrea Luchesi), come il cugino Bernhard Romberg (1767-1841), con il quale si è esibito in tutta Europa tra il 1784 e il 1796. È in questo periodo che incontra il giovane Beethoven, con cui formerà un quartetto di cui faranno parte anche Franz Anton Ries, come primo violino e suo cugino come violoncellista. 
Nel 1793 si trasferisce ad Amburgo, a causa della guerra, dove si inserirà nell'orchestra dell'Opera. In questo periodo riuscirà a far rappresentare la sua prima opera vocale, il singspiel intitolato Der Rabe (Il Corvo) nel 1794. Qui comporrà anche la sua opera Der Messias (Il Messia).
Nel 1796 parte per Vienna, insieme al pittore Karl von Kügelgen e qui incontra Haydn, che si dimostra interessato ai suoi tre quartetti opus 3, scritti poco prima dei quartetti opus 18 di Beethoven. 
Dopo un viaggio a Parigi, si installa ad Amburgo, dove diventa un'importante personalità musicale della città.
Nel 1815 succede a Louis Spohr nel posto di Hofkapellmeister (maestro di cappella e direttore del coro alla corte del Duca di Gotha.
La Sinfonia dei giocattoli venne a lui attribuita, come lo fu a Joseph Haydn e a Leopold Mozart, prima che venisse attribuita al monaco benedettino Edmund Angerer.

## Opere

### Quartetti per archi
- 3 Quartetti per archi, op. 1 (mi bemolle maggiore, sol minore, fa maggiore)
- 3 Quartetti per archi, op. 2 (re maggiore, mi minore, fa maggiore)
- 3 Quartetti per archi, op. 5
- 3 Quartetti per archi, op. 7
- Quartetto brillante, op. 11
- 3 Quartetti per archi, op. 16
- 3 Quartetti per archi, op. 30
- Quartetto per archi, op. 40
- 3 Quartetti per archi, op. 53
- 3 Quartetti per archi, op. 59
- 3 Quartetti per archi, op. 76
- Tre rondi alla Polacca op. 34

### Quartetti per pianoforte
- Quartetti per pianoforte e archi, op. 19

### Sonate per violino e pianoforte
- 3 Sonate per violino & pianoforte, op. 9 (sol maggiore, si bemolle maggiore, do minore)

### Quintetti
- Quintetto per archi, op. 23
- Quintetto per archi, op. 58
- 6 Quintetti per flauti op. 21
- 3 Quintetti per flauti op. 41
- Quintetto per clarinetto, op. 57

### Lieder
- An den Mond [Alla Luna] (Füllest wieder Busch und Tal : « Se tu riempi di nuovo il bosco e la valle ») (Goethe) (1793)
- Erlkönig [Il re degli ontani] (Wer reitet so spät durch Nacht und Wind ? : « Chi cavalca così tardi nella notte e nel vento ? ») (Goethe) (1793)

### Opere corali
- Salmo 110 (Dixit Dominus), op. 61
- Te Deum
- Messa in si maggiore per orchestra (1787)
- Tre canti liturgici : Pater Noster - O salutaris Hostia - Gloria Deo Patri, per solisti, coro e orchestra
- Das Lied von der Glocke [Il Canto della campana], cantata, op. 25 (Schiller) - L'opera più conosciuta di Romberg.
- 3 Cantate
  - Die Macht des Gesanges [La forza del canto] (Schiller)
  - Die Harmonie der Sphären [L'armonia delle sfere] (Kosegarten)
  - Was bleibet und was schwindet [Ciò che rimane e ciò che svanisce] (Kosegarten)

### Concerti
- 22 concerti per violino

### Opere per orchestra
- 10 Sinfonie
- Sinfonia no 3 in do maggiore, op. 33
- Pot-pourri sul Don Giovanni, op. 47
- Die Großmut des Scipio [La magnanimità di Scipione], ouverture, op. 54

## Opere
- Die Macht der Musik [La forza della musica] (1791)
- Der blaue Ungeheuer [Il mostro blu] (1793)
- Die Nebelkappen [I manti di nebbia] (1793)
- Der Rabe [Il Corvo] (Hambourg 7 avril 1794) - Singspiel, La sua opera più celebre e riuscita.
- Don Mendoza (Paris, 1802)
- Point de bruit [Nessun Rumore] (Paris, 1810)
- Die Ruinen zu Paluzzi [Le rovine di Paluzzi] (Amburgo, 27 dicembre 1811)
- Die Grossmut des Scipio [La magnanimità di Scipione] (Gotha, 1816)

## Selezione discografica
- Quartetti per archi op. 1 - Quartetto di Lipsia (MDG)
- Quartetti per archi op. 2, 16 & 30 - Quartetto di Lipsia (MDG)